# George Boole
George Boole, FRS, angleški matematik, filozof in logik, * 2. november 1815, Lincoln, Anglija, † 8. december 1864, Ballintemple, Irska. 
Pomembna so predvsem njegova dela na področju matematične logike, ki tvori temelje matematike kot tudi informatike. Logiko, s katero so špekulirali tedanji filozofi, je s pomočjo matematike očistil in iz nje razvil povsem novo matematično področje. Znan je predvsem po delu The Laws of Thought, 1854 (Zakoni mišljenja), ki vsebuje Boolovo algebro.
Boole se je rodil 2. novembra 1815 v Lincolnu v Angliji in bil krščen dan po svojem rojstvu kot slaboten otrok. Sčasoma pa je postal močan, zdrav in pameten. Bil je prvi otrok očeta Johna Boola in matere Mary Ann Joyce. Oče je bil po poklicu čevljar in tako predstavnik najrevnejšega sloja. Kasneje je dobil še sestro Mary Ann in dva brata, Charlesa in Williama. George je z dvema letoma začel hoditi v šolo za otroke trgovcev. Zaradi pomanjkanja denarja je moral George obiskovati ljudske šole, v katerih so poleg katekizma otroke večinoma učili le še ponižnosti in poslušnosti. Da bi si omogočil lepšo prihodnost, se je George na vsak način hotel naučiti klasičnih jezikov. Očetov prijatelj, lastnik knjigarne, mu je pomagal pri osnovah latinske slovnice. Naprej si je moral George pot utirati sam. Ko je do dobra osvojil znanje latinščine, se je sam začel učiti še grško. Pri komaj dvanajstih letih mu je v angleščino uspelo prepesniti eno od Horacijevih Od. Prevod je bil očetu tako všeč, da ga je takoj objavil v krajevnem časopisu. Njegova nadarjenost je bila tako velika, da številni krajevni profesorji niso mogli verjeti dejstvu, da lahko otrok s samo dvanajstimi leti piše s tako globino. Zato je bil prevod deležen številnih kritik.
V tem času je Boole obiskoval trgovsko akademijo v Lincolnu, ki pa mu ni omogočala takšne izobrazbe, kot si jo je sam želel. Bila pa je največ, kar so mu lahko starši s svojim finančnim stanjem omogočili. Sam se je naučil tudi nemščine in francoščine. S šestnajstim letom se je George zaposlil kot pomožni učitelj na dveh osnovnih šolah v Doncastru in tako finančno pripomogel družini, v kateri je predstavljal edini vir denarja, saj je očetov posel propadel. Še zmeraj je obdržal zanimanje za jezike, hkrati pa se je začel resno ukvarjati z matematiko. Nekaj časa je sodeloval tudi v krajevnem inštitutu za mehaniko. Noben od naštetih poklicev pa ni bil dobičkonosen, zato se je, kljub temu da je imel le devetnajst let, odločil odpreti zasebno šolo v Lincolnu in začeti poučevati. Po smrti Roberta Hola, voditelja akademije v Waddingtonu, je bil George pozvan, da prevzame vodstvo nad akademijo, od koder se je leta 1840 vrnil v Lincoln, kjer je vodil internatsko šolo.
Boole je v tem času preučeval dela takrat že priznanih matematikov in delal zapiske, ki so kasneje predstavljale osnovo njegovih prvih matematičnih del. Velik vpliv na Georga je imel urednik matematičnega časopisa na Cambridgeu. Ta je Georgea spodbudil, da je začel preučevati algebro in objavljati svoje članke v omenjenem časopisu.
Leta 1849 je dobil mesto profesorja matematike na Queen's Collegeu na Irskem. Pri štiridesetih letih se je poročil z nečakinjo profesorja grščine na Queen's Collegeu, Mary Everest, ki je postala njegova zvesta učenka in življenjska sopotnica. Z Mary je imel pet otrok. Boole se je pozimi leta 1864 hudo prehladil, ko je po hudem dežju prehodil pet kilometrov dolgo razdaljo od doma do univerze. Mary je menila, da bo v izvoru bolezni našla zdravilo, zato ga je položila v posteljo in ga polivala z vodo. Prehlad je prerasel v pljučnico, zaradi katere je 8. decembra 1864 tudi umrl. Pokopan je bil v Blackrocku, poleg cerkve, v kateri se nahaja tudi spominska plošča.

## Dela
Pri študiju matematike že v času vodenja lastne šole je Boole naletel na veliko neodgovorjenih problemov in odprtih vprašanj. Nekatera od njih je uspešno rešil sam, največ na področju variacijskega računa. Svoja prva dela je objavljal v znanstveni reviji Cambridge Mathematical Journal. S tega področja je kasneje objavil še dve deli, Differential Equations (Diferencialne enačbe) leta 1859 in Finite Differences (Končne razlike) leta 1860, ki obravnavata diferencialne enačbe in diferenčni račun.
Njegovo najpomembnejše delo je knjiga An Investigation of the Laws of Thought, on which are founded the Mathematical Theories of Logic and Probabilities (Raziskava zakonov mišljenja, na katerih temeljita matematični teoriji logike in verjetnosti), ki je izšla leta 1847. Z njo je Boole logične probleme prevedel na obravnavo algebrskih struktur posebne vrste, danes znanih pod pojmom Boolova algebra. Ta v osnovi deluje na načelu operacij IN (AND) – konjunkcija, ALI (OR) – disjunkcija, NERESNIČNO (NOT) – negacija, kot tudi drugih računskih operacij, kot so unija, presek, komplement. Vrata IN bodo pokazala pravilen rezultat (dvojiško 1), samo če so vsi vhodi tudi sami 1. Vrata ALI bodo pokazala pravilen rezultat, če je vsaj en vhod enak 1. Vrata NE imajo le en vhod, rezultat pa je vedno nasproten vhodu (če je vrednost vhod 1, je rezultat na izhodu 0 in obratno). Iz teh osnovnih operacij so nato izvedene kompleksnejše, na primer NITI, NITI (NOR) – inkompatibilnost, VKLJUČUJOČ ALI (XOR) – disjunkcija. Del knjige, ki se ukvarja z verjetnostjo, je osnova današnji aksiomatični zasnovi verjetnostnega računa. Z objavo te knjige je postal znan in spoštovan matematik tistega časa.

## Seznam izdanih knjig
George Boole je v času svojega življenja napisal štiri knjige:
- The Mathematical Analysis of Logic, being an Essay towards a Calculus of Deductive Reasoning (1844)
- An Investigation of the Laws of Thought, on which are founded the Mathematical Theories of Logic and Probabilities (1847)
- A Treatise on Differential Equations (1859)
- A Treatise on the Calculus of Finite Differences (1860)[11]

## Seznam dokumentov in člankov
Boole ni napisal veliko knjig, je pa bil zelo dejaven v objavljanju člankov s svojimi ugotovitvami v številnih revijah, časopisih, itd. Med pomembnejše sodijo:
- Researches on the Theory of Analytical Transformations, with a special application to the Reduction of the General Equation of the Second Order (Cambridge Mathematical Journal,1841)
- Exposition of a General Theory of Linear Transformations. Part I (Cambridge Mathematical Journal,1842)
- Exposition of a General Theory of Linear Transformations. Part II (Cambridge Mathematical Journal, 1842)
- On a General Method in Analysis (Philosophical Transactions of the Royal Society, 1844)
- Notes on Linear Transformations (Cambridge Mathematical Journal, 1845)
- On the Equation of Laplace’s Functions (Report of the British Association for the Advancement of Science, 1845)
- On the Attraction of a Solid of Revolution on an External Point (Cambridge and Dublin Mathematical Journal, 1847)
- Notes on Quaternions'  (Philosophical Magazine, 1848)
- Theorème général concernant l’intégration definie (Liouville’s Journal de Mathématique, 1848)
- An Account of the late John Walsh of Cork In a letter from Professor Boole to Professor de Morgan (Philosophical Magazine,1851)
- The Social Aspects of Intellectual Culture (1855)
- On the Application of the Theory of Probabilities to the Question of the Combination of Testimonies or Judgements (Transactions of the Royal Society of Edinburgh, 1857)
- On the Comparison of Transcendents, with Certain Applications to the Theory of Definite Integrals (Philosophical Transactions of the Royal Society, 1857)[11]

## Priznanja

### Nagrade in večji uspehi
Boole je za svoje delo On A General Method of Analysis leta 1844 prejel kraljevo medaljo od Kraljeve družbe in bil izvoljen za člana Kraljeve družbe. Dublinska univerza ter Univerza v Oxfordu sta mu zaradi dosežkov podarili častno diplomo doktorja prava.

## Zapuščina
Po Georgeu Boolu je poimenovana Boolova algebra, prav tako pa udarni krater Boole na Luni. V programskih jezikih in informatiki Boolov podatkovni tip predstavlja podatkovni tip z dvema vrednostma (drži in ne drži). Po Boolu je v Angliji poimenovana tudi knjižnica, gledališče in raziskovalno središče na področju informatike na univerzi University College Cork. Boolove raziskave in dognanja so bili temelj za nadaljnje raziskave ostalih logikov, matematikov in filozofov že v 19. stoletju. Sprva njegova dela niso imela uporabe v inženirstvu, dokler ni Claude Shannon leta 1937 ob študiju Boolove logike v svojem magistrskem delu pojasnil uporabnost le-te v dizajnu elektromehanskih relejev. Dokazal je tudi, da lahko taki releji rešujejo probleme po Booleovi algebri. Razumevanje delovanja takih elektronskih stikal pa je bilo ključno za nadaljnji razvoj vseh modernih elektronskih digitalnih naprav.